# The Widow's Investment
The Widow's Investment è un cortometraggio muto del 1914 diretto da Lorimer Johnston.

## Trama
Trovandosi in crisi finanziaria, James Waldo decide di fondare una compagnia petrolifera e di venderne le azioni in società con Henry Morgan, un tipo senza scrupoli. Waldo parte per la California insieme a sua figlia Kate, un'avventuriera che gli servirà per tenere al guinzaglio Morgan che, da parte sua, porta con sé la moglie Rose. Quest'ultima, una brava donna, si è allontanata dal marito che la trascura per le altre.

Intanto, aggirata dai due imbroglioni, la vedova Green investe nella loro impresa truffaldina l'assicurazione del defunto marito. Suo figlio Eben deve lasciare la fattoria e trova lavoro nel campo petrolifero di Waldo, dove si innamora di Marjorie, la figlia di Stubbs, il capo trivellatore. Questi, corrotto dal denaro di Waldo, denuncia i suoi compagni che vogliono scioperare. Waldo, sostenuto da Stubbs, nasconde la situazione agli azionisti e questi, ignorando che il petrolio è stato trovato, decidono di svendere le loro azioni che Waldo è pronto a comprare deprezzate. Eben, scoperto il piano di Waldo, riesce a sventarlo e, con un astuto stratagemma, ottiene il controllo della società. Il petrolio aumenta di valore; Eben sposa Marjorie, Waldo scopre che "l'onestà è la politica migliore" mentre Morgan scopre che l'amore di sua moglie è più prezioso del sorriso di qualsiasi altra donna.

## Produzione
Il film fu prodotto dall'American Film Manufacturing Company.

## Distribuzione
Distribuito dalla Mutual, il film - un cortometraggio in due bobine - uscì nelle sale cinematografiche degli Stati Uniti il 20 aprile 1914.